# Koroška Bela
Koroška Bela (IPA: [kɔˈɾoːʃka ˈbeːla]) è un insediamento (naselje) di 2 206 abitanti, della municipalità di Jesenice nella regione statistica dell'Alta Carniola in Slovenia.